# جوابونيتو
جابونيتو هي حلقة من المعالم فاتحة اللون على قمر زحل تيتان. شوهدت لأول مرة في صور كاسيني التي التقطت في أكتوبر 2004 وقد تم رصدها عدة مرات منذ ذلك الوقت. هذه المعالم الحلقية تبلغ مساحتها 90 كيلومتر وهي تقع في منطقة تيتان الداكنة شانجري-لا بالقرب من الحدود مع زانادو، وهي تتركز في ، يُعتقد حاليًا أن هذا المعلم هو فوهة صدمية مدفونة جزئيًا مع معالم فاتحة اللون تمثل حافة الفوهة.
رُصدت جابونيتو بواسطة الجهاز الراداري في كاسيني رادار الفتحة التركيبية في 30 أبريل 2006.
تمت تسمية هذا المعلم على اسم جابونيتو، آلهة البحر التاينوية الهندية التي تعلم استخدام التمائم.